# Fitzgerald and Pass... Again
Fitzgerald and Pass... Again è il quarantaquattresimo album della cantante jazz Ella Fitzgerald, pubblicato dalla Pablo Records nel 1976.
L'album vede la cantante accompagnata nuovamente dalla chitarra di Joe Pass.

## Tracce
Lato A
1. I Ain't Got Nothin' But the Blues (Duke Ellington, Don George) – 4:04
2. 'Tis Autumn (Henry Nemo) – 5:05
3. My Old Flame (Sam Coslow, Arthur Johnston) – 4:49
4. That Old Feeling (Lew Brown, Sammy Fain) – 2:45
5. Rain (Eugene Ford) – 2:22
6. I Didn't Know About You (Ellington, Bob Russell) – 4:41
7. You Took Advantage of Me (Lorenz Hart, Richard Rodgers) – 3:35

Lato B
1. I've Got the World on a String (Harold Arlen, Ted Koehler) – 4:07
2. All Too Soon (Ellington, Carl Sigman) – 4:24
3. The One I Love (Belongs to Somebody Else) (Isham Jones, Gus Kahn) – 4:02
4. (In My) Solitude (Eddie DeLange, Ellington, Irving Mills) – 3:43
5. Nature Boy (eden ahbez) – 2:24
6. Tennessee Waltz (Pee Wee King, Redd Stewart) – 3:48
7. One Note Samba (Jon Hendricks, Antônio Carlos Jobim, Sam Mendonca) – 5:00